# アビバ・アブジャキノワ
アビバ・アブジャキノワ（Abiba Abuzhakynova　1997年7月4日- ）はカザフスタン出身の柔道選手。階級は48kg級。

## 経歴
2015年まではウズベキスタンの選手として活躍するも、その後カザフスタンに国籍を変更すると、2017年の世界ジュニア44㎏級で2位になった。その後階級を48㎏級に上げると、2021年に地元で開催されたアジアオープン・アクタウで優勝、アジア・オセアニア選手権でも2位となった。2022年にはグランドスラム・ウランバートルで3位、アジア選手権では決勝で古賀若菜に技ありで敗れて2位だった。世界選手権では準決勝で世界チャンピオンの角田夏実に敗れるも3位になった。2023年のアジア大会でも決勝で角田に敗れて2位だった。2024年の世界選手権では3位になった。パリオリンピックでは5位だった。2025年の世界選手権では準々決勝で古賀若菜に逆転の反則勝ちを収めるなどして決勝まで進むも、イタリアのアッスンタ・スクットに技ありで敗れて2位だった。
IJF世界ランキングは4183ポイント獲得で5位(25/6/2現在)。

## 主な戦績
- 2017年 - 世界ジュニア　2位(44㎏級)
- 2021年 - アジアオープン・アクタウ　優勝
- 2021年 - アジア・オセアニア選手権　2位
- 2022年 - グランドスラム・ウランバートル　3位
- 2022年 - アジア選手権　2位
- 2022年 - 世界選手権　3位
- 2022年 -　グランドスラム・アブダビ　3位
- 2023年 -　グランプリ・アルマダ　優勝
- 2023年 -　グランドスラム・パリ　3位
- 2023年 -　グランドスラム・トビリシ　3位
- 2023年 -　世界選手権　5位
- 2023年 - アジア大会　2位
- 2024年 -　グランプリ・オディベーラス　3位
- 2024年 -　グランドスラム・バクー　3位
- 2024年 -　グランドスラム・タシケント　2位
- 2024年 -　グランドスラム・アンタルヤ　3位
- 2024年 - アジア選手権　3位
- 2024年 - 世界選手権　3位
- 2024年 - パリオリンピック　5位
- 2024年 - グランドスラム・アブダビ　3位
- 2025年 - グランプリ・リンツ　優勝
- 2025年 -　グランドスラム・ドゥシャンベ　3位
- 2025年 - 世界選手権　2位

(出典、JudoInside.com)